# نیچر ریپابلیک
نیچر ریپابلیک (انگلیسی: Nature Republic) شرکت لوازم بهداشتی کره‌ای است، که در سال ۲۰۰۹ تأسیس شد.